# Andrei Ciofu
Andrei Ciofu (ur. 31 maja 1994 w Pîrlița) – mołdawski piłkarz, występujący na pozycji obrońcy. Młodzieżowy reprezentant Mołdawii.

## Sukcesy

### Klubowe
Milsami Orgiejów
- Zdobywca Pucharu Mołdawii: 2011/2012
- Zdobywca Superpucharu Mołdawii: 2012